# Lomatogonium chilaiensis
Lomatogonium chilaiensis är en gentianaväxtart som beskrevs av Chih H. Chen och J.C. Wang. Lomatogonium chilaiensis ingår i släktet stjärngentianor, och familjen gentianaväxter. Inga underarter finns listade i Catalogue of Life.